# Diplospora dubia
Diplospora dubia là một loài thực vật có hoa trong họ Thiến thảo. Loài này được (Lindl.) Masam. mô tả khoa học đầu tiên năm 1939.